# Bińcze

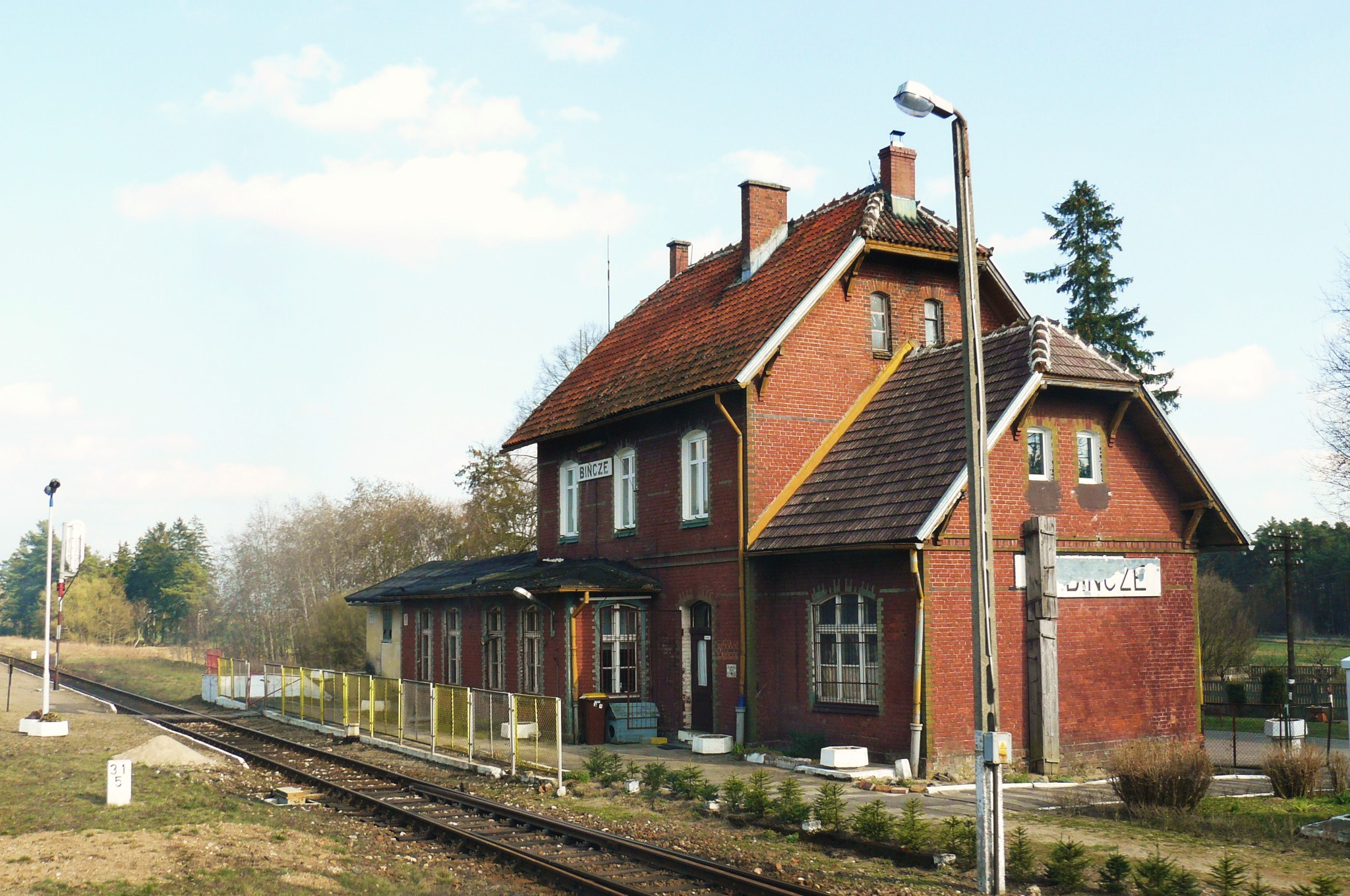

Bińcze is een plaats in het Poolse district  Człuchowski, woiwodschap Pommeren. De plaats maakt deel uit van de gemeente Czarne en telt 543 inwoners.

## Verkeer en vervoer
- Station Bińcze